# Туркменабад (аэропорт)
Международный аэропорт Туркменабад (туркм. Türkmenabat halkara howa menzili) — аэропорт города Туркменабад в Туркменистане. Расположен в 7,5 км южнее города (в 15 км от его центра) вблизи автомагистрали Ашхабад — Туркменабад и железной дороги Ашхабад — Керки. Формально является международным аэропортом, однако регулярные рейсы из аэропорта выполняются только внутри страны.
Имеет одну ВПП 13/31 размерами 3800×60 м (цементобетон). Способен принимать все типы воздушных судов. Классификационное число ВПП (PCN) 80/R/A/W/T.

## Аэровокзальный комплекс
В новом аэропортовом комплексе более 40 объектов, в том числе здания пассажирского терминала (с четырём гейтами для выхода на посадку), VIP-терминала, грузового терминала, новая искусственная взлётно-посадочная полоса протяжённостью 3800 метров (ИВПП) и шириной 60 метров. Пропускная способность пассажирского терминала составляет 500 пассажиров час.
На аэродроме установлены автоматизированная метеорологическая система, радиотехническое и светосигнальное оборудование, обеспечивающие систему посадки по минимуму II категории ИКАО, а также орнитологическое оборудование.
Все наземные службы нового аэропортового комплекса оснащены новейшим оборудованием, техникой и механизмами, которые позволяют на высоком уровне обеспечивать безопасность полётов и значительно улучшить качество обслуживания пассажиров на земле.
Построены башня управления воздушным движением, стартовый диспетчерский пункт, рулёжные дорожки, места стоянок воздушных судов, вертолётные площадки, грузовой и пассажирский перроны, централизованная станция заправки воздушных судов топливом (ЦЗС), объекты службы горюче-смазочных материалов, автоматическая заправочная станция на перроне (АЗС), система водопонижения аэродрома, подъездная автодорога с мостом через железнодорожные пути, железная дорога с эстакадой для слива ГСМ и другие объекты для создания современной инфраструктуры, позволяющей обеспечить повышенную безопасность полётов, повысить комфорт авиапассажиров и условия для работы персонала аэропорта.
Здесь также расположены пункт таможенного контроля, стойки регистрации и саморегистрации пассажиров, приема багажа, пункт досмотра ручной клади, миграционный контроль, которые оснащены электронно-техническим оборудованием, позволяющим исключить провоз запрещённых предметов.
К услугам пассажиров имеются магазины, кафе, интернет-кафе, кабинет первой помощи, комната матери и ребёнка, помещения для намаза, аптека, детские игровые зоны, бизнес-зоны и Duty Free (ассортимент предлагаемой в них продукции состоит из туркменских товаров: сувениры, изделия декоративно-прикладного искусства, ковровая продукция, ювелирные украшения, туркменские коньяки и вина).
Все здания комплекса воздушной гавани выполнены в оригинальном, едином архитектурном стиле, органично сочетая самые современные тенденции с элементами и колоритом национального зодчества. Прилегающая к аэровокзальному комплексу территория благоустроена и озеленена. Здесь также расположены крытые автостоянки, остановки общественного транспорта. Удобные подъездные пути к терминалу позволят обеспечить слаженное движение автотранспорта.
На территории аэропортового комплекса установлено различное высокотехнологичное оборудование для видеонаблюдения, которое подключено к централизованной системе мониторинга. Помимо этого, на служебных входах и выходах установлена специальная карточная система контроля доступа.
Грузовой терминал со складскими помещениями рассчитан на обработку 200 тысяч тонн грузов в год со встроенным отелем на 25 мест, для транзитных членов экипажей и пассажиров, которые не выходя за пределы терминала могут комфортно провести время в ожидании вылета своего рейса.
Кроме того, на территории аэропортового комплекса выполнено строительство административных зданий, медицинского центра для авиаработников, отеля на 100 мест, цеха борт питания со столовой на 100 мест, здания полиции, таможни, санитарно- карантинного контроля.

## История
Прежний аэропорт был открыт в 1926 году и располагался в восточной части города (39°05′00″ с. ш. 63°36′48″ в. д.). Неоднократно реконструировался.
Коренную реконструкцию провели уже в годы независимости Туркменистана, аэропорт оснастили современной аэронавигационной системой, построили на перроне три стоянки с автоматизированной системой заправки топливом, удлинили взлётно-посадочную полосу.
Прежний аэропорт имел две взлётно-посадочные полосы: искусственная 15/33 размерами 2750×42 м и грунтовая 15/33 размерами 2000×80 м. Принимаемые типы ВС: Ан-12, Ан-24, Ан-26, Ан-28, Ан-30, Ту-134, Ту-154, Як-40, Як-42, Boeing 737 и другие самолёты 3-4 класса, вертолёты всех типов. Максимальный взлётный вес воздушного судна 191 тонна, с ограничением частоты полётов. Классификационное число ВПП (PCN) 29/F/C/Y/T.
В 2013 году стартовало строительство нового аэропортового комплекса, соответствующий документ о строительстве подписал президент Туркменистана Гурбангулы Бердымухамедов. В церемонии закладки первого камня 14 февраля 2013 года приняли участие президент Украины Виктор Янукович и президент Туркменистана Гурбангулы Бердымухамедов.
Новый международный аэропорт открыт в 2018 году. Строительство нового международного аэропорта города Туркменабад осуществило ИП «Гундогды».

## Регулярные рейсы[6]
| Авиакомпания      | Код ИАТА | Код ИКАО | Страна       | Город       | Аэропорт                        | Код ИАТА | Код ИКАО |
| ----------------- | -------- | -------- | ------------ | ----------- | ------------------------------- | -------- | -------- |
| T5                | T5       | TUA      | Туркменистан | Ашхабад     | Ашхабад                         | ASB      | UTAA     |
| T5                | T5       | TUA      | Туркменистан | Дашогуз     | Дашогуз                         | TAZ      | UTAT     |
| T5                | T5       | TUA      | Туркменистан | Мары        | Мары                            | MYP      | UTAM     |
| T5                | T5       | TUA      | Туркменистан | Туркменбашы | Туркменбаши                     | KRW      | UTAK     |
| T5                | T5       | TUA      | Туркменистан | Балканабад  | Балканабад                      | BAL      | UT1H     |
| Nordwind Airlines | N4       | NWS      | Россия       | Москва      | Шереметьево                     | SVO      | UUEE     |
| Nordwind Airlines | N4       | NWS      | Таджикистан  | Бохтар      | Международный аэропорт «Бохтар» | KQT      | UTDT     |